# Сен-Сюльпис-де-Марёй
Сен-Сюльпи́с-де-Марёй (фр. Saint-Sulpice-de-Mareuil) — коммуна во Франции, находится в регионе Аквитания. Департамент — Дордонь. Входит в состав кантона Брантом. Округ коммуны — Нонтрон.
Код INSEE коммуны — 24503.

## География

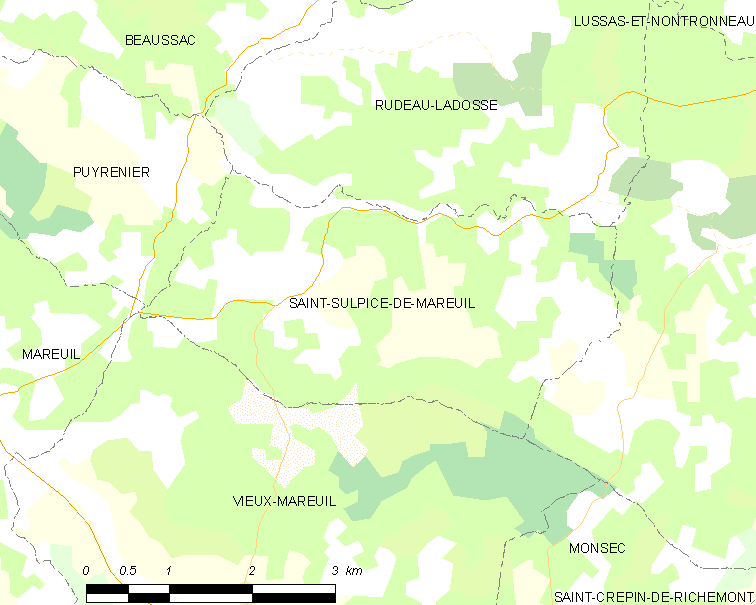
Карта коммуны

Коммуна расположена приблизительно в 410 км к югу от Парижа, в 115 км северо-восточнее Бордо, в 36 км к северо-западу от Перигё.
На севере коммуны протекает река Низон.

### Климат
Климат умеренный океанический со средним уровнем осадков, которые выпадают преимущественно зимой. Лето здесь долгое и тёплое, однако также довольно влажное, здесь не бывает регулярных периодов летней засухи. Средняя температура января — 5 °C, июля — 18 °C. Изредка вследствие стечения неблагоприятных погодных условий может наблюдаться непродолжительная засуха или случаются поздние заморозки. Климат меняется очень часто, как в течение сезона, так и год от года.

## Население
Население коммуны на 2010 год составляло 126 человек.
| 1962 | 1968 | 1975 | 1982 | 1990 | 1999 | 2010 |
| ---- | ---- | ---- | ---- | ---- | ---- | ---- |
| 205  | 170  | 137  | 128  | 131  | 114  | 126  |

## Администрация
| Период | Период | Фамилия         | Партия       | Примечания |
| ------ | ------ | --------------- | ------------ | ---------- |
| 1995   | 2008   | Реймон Доньетон |              |            |
| 2008   | 2020   | Жан-Люк Эмон    | беспартийный | фермер     |

## Экономика
В 2010 году среди 65 человек трудоспособного возраста (15-64 лет) 45 были экономически активными, 20 — неактивными (показатель активности — 69,2 %, в 1999 году было 63,5 %). Из 45 активных жителей работали 42 человека (18 мужчин и 24 женщины), безработных было 3 (1 мужчина и 2 женщины). Среди 20 неактивных 3 человека были учениками или студентами, 15 — пенсионерами, 2 были неактивными по другим причинам.

## Достопримечательности
- Церковь Св. Сульпиция (XII век). Исторический памятник с 1948 года[5]
- Монументальный крест (1642 год). Исторический памятник с 1948 года[6]
- Замок Фей (XVI век)
- Замок Вернь (XV век)
- Замок Боресюэй (XVI век)

## Фотогалерея

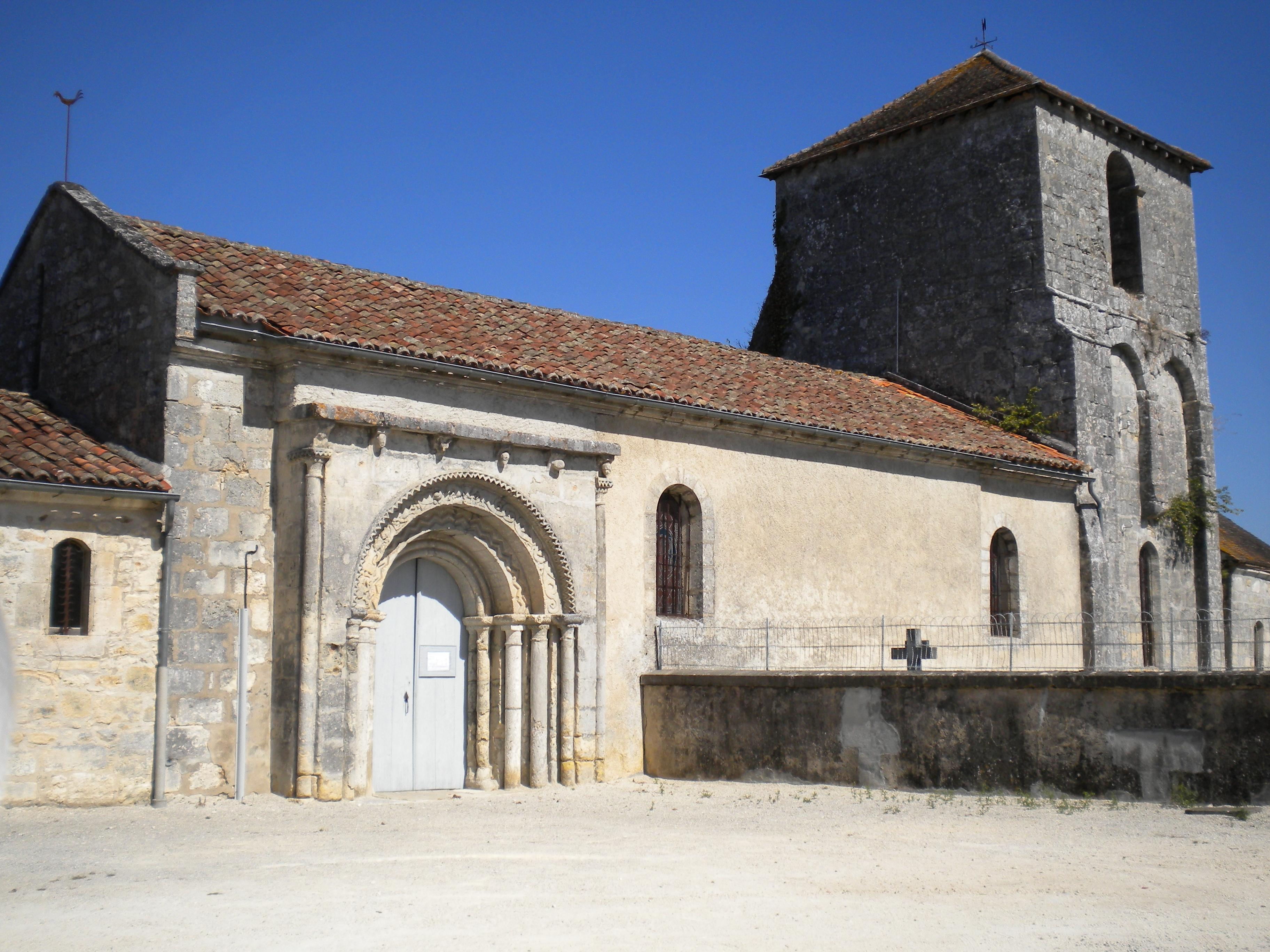
Церковь Св. Сульпиция
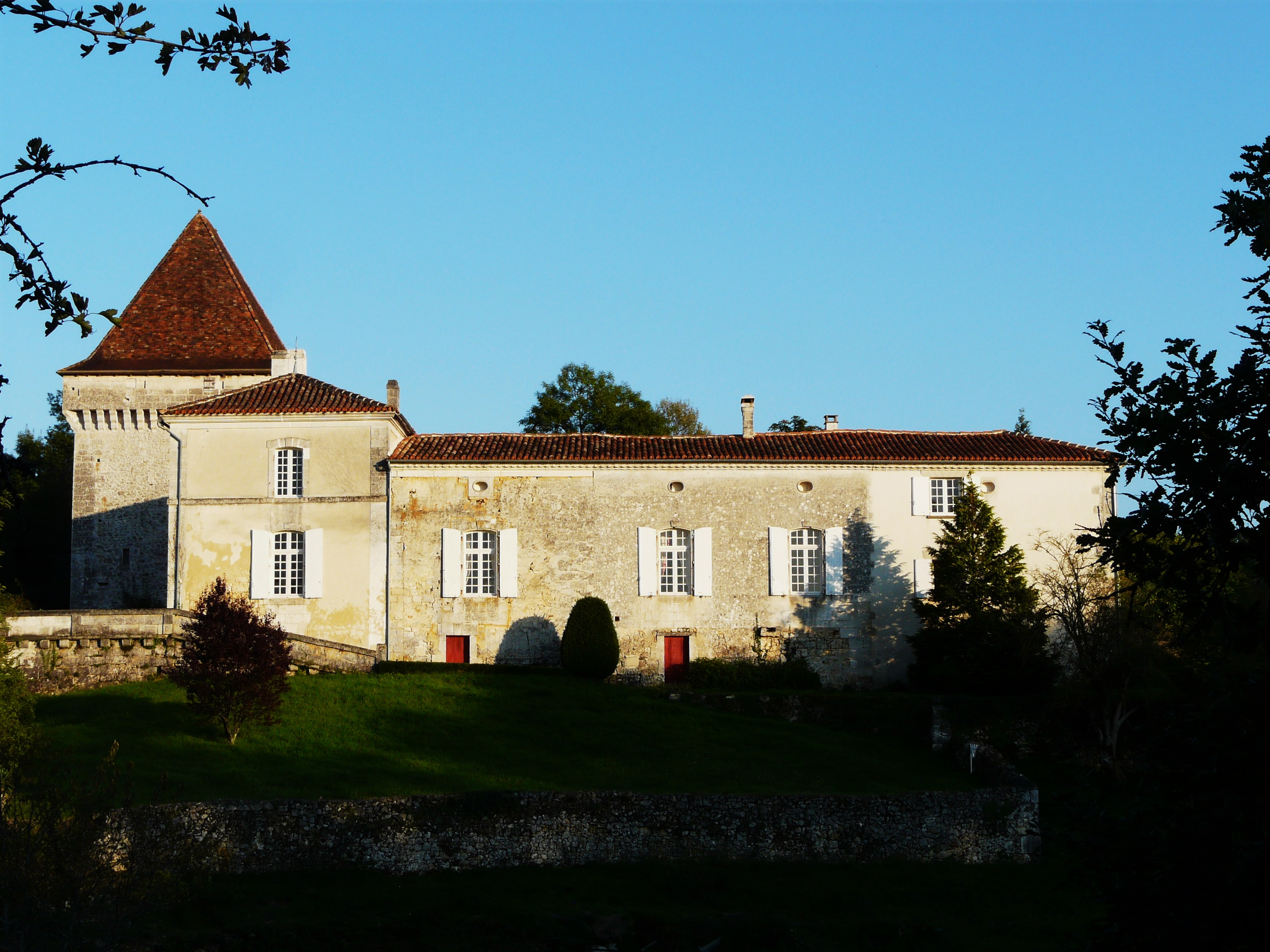
Замок Вернь
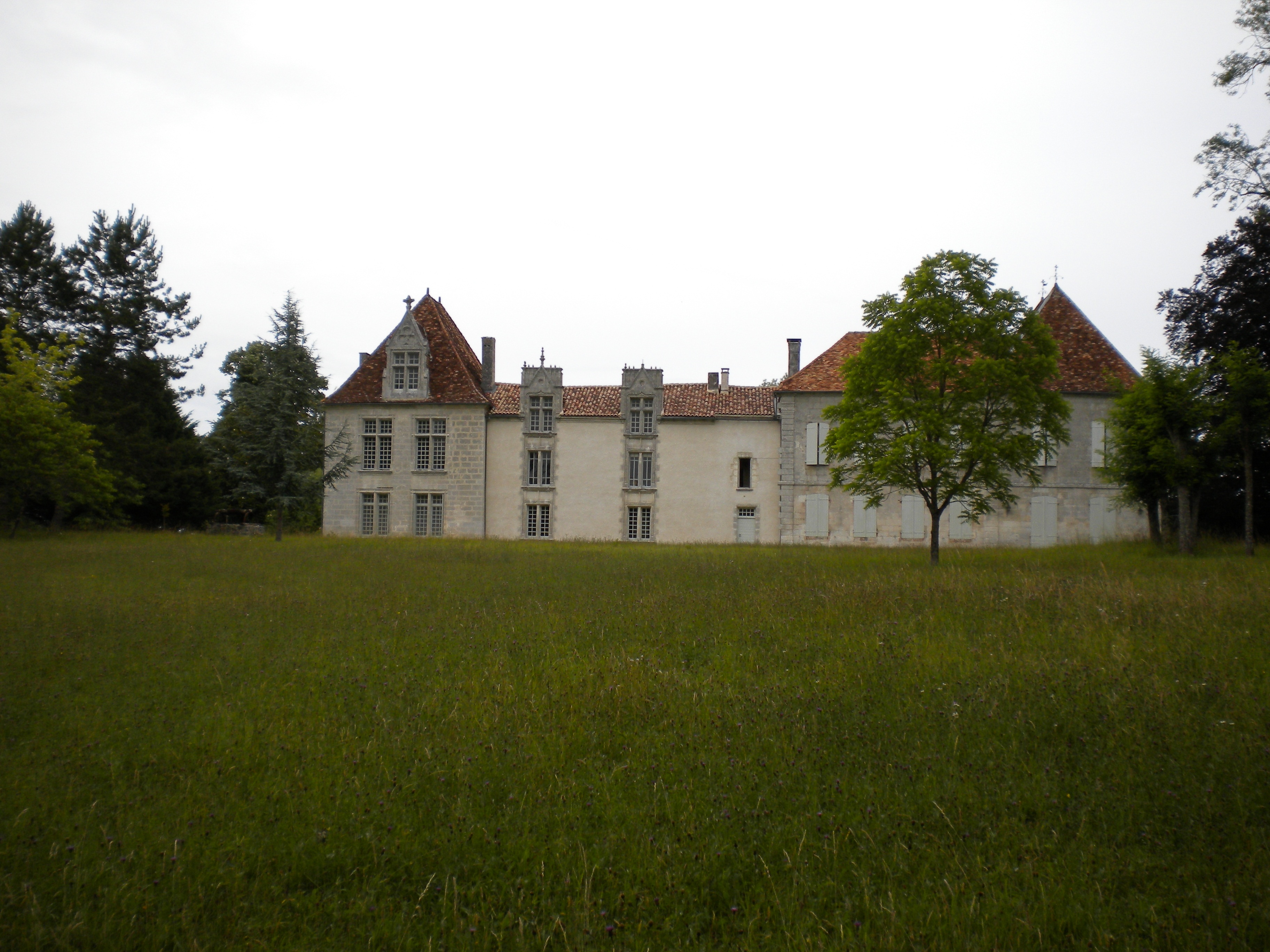
Замок Фей
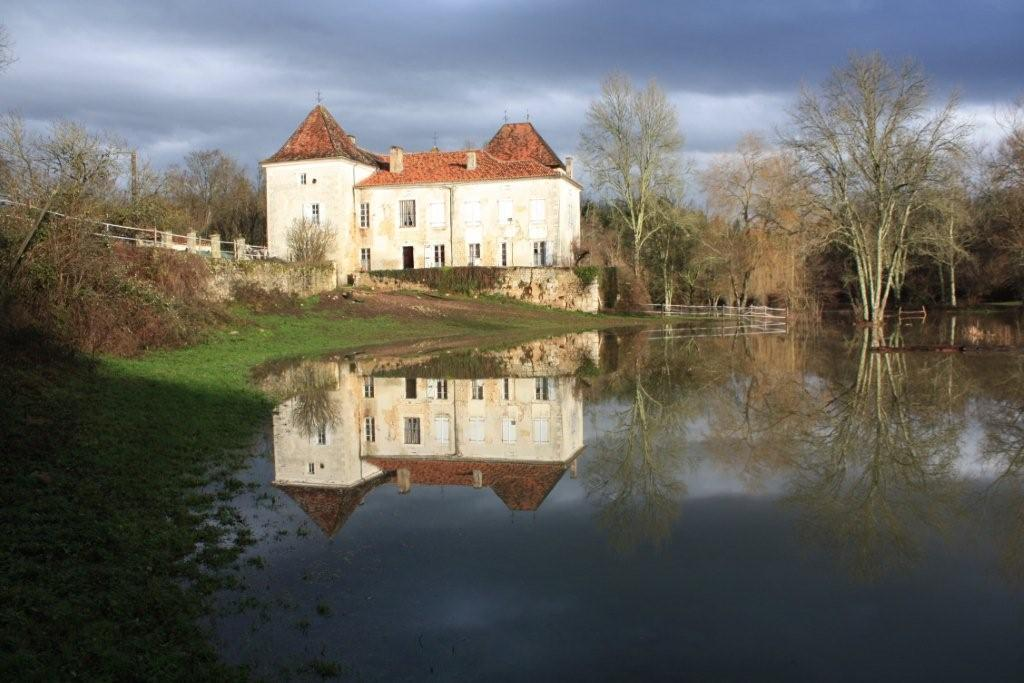
Замок Боресюэй на реке Низон
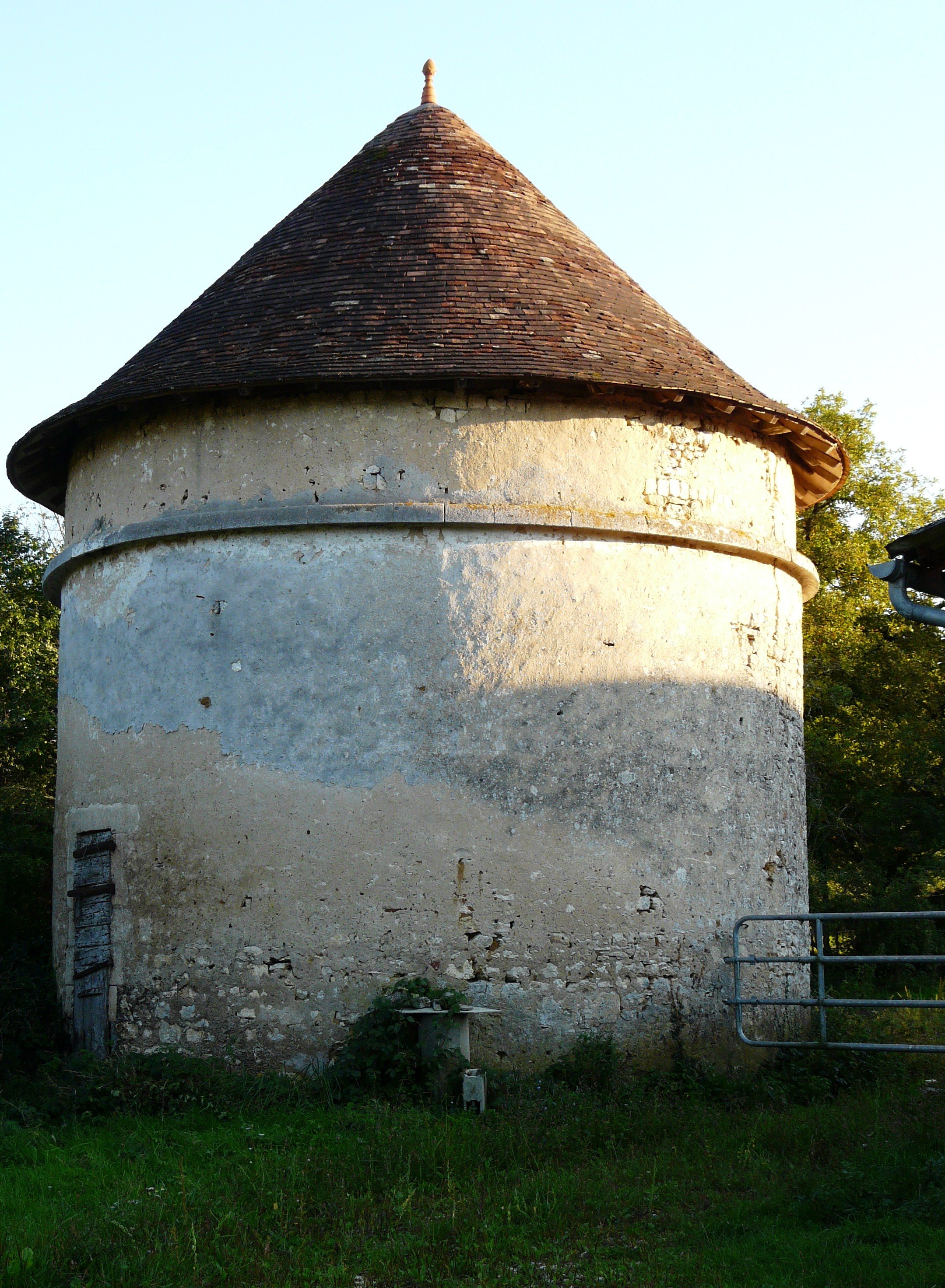
Голубятня
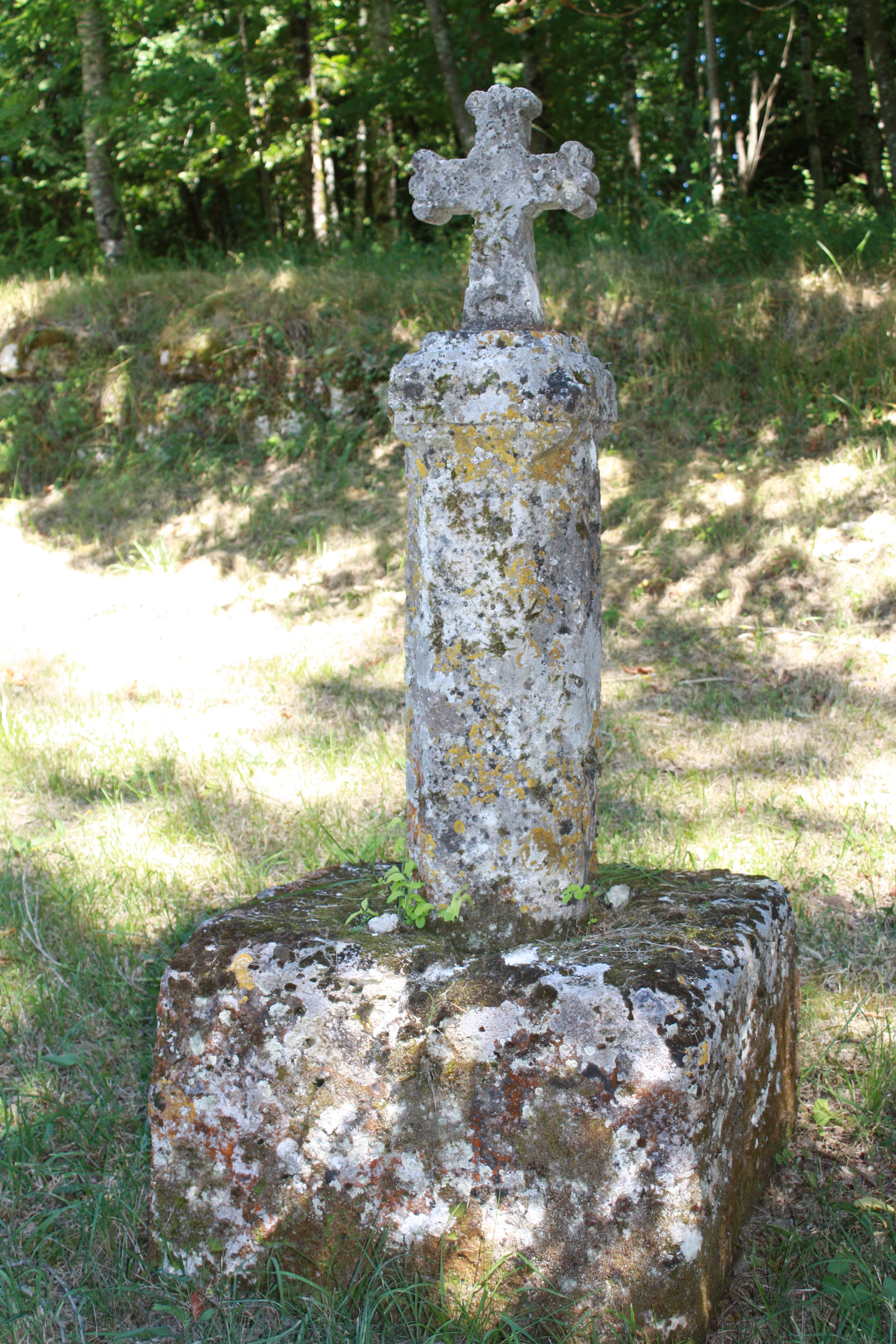
Крест